# Stazione di Robilante
La stazione di Robilante in Valle Vermenagna è stata costruita nel 1887. Si trova sulla Ferrovia Cuneo-Limone-Ventimiglia.
Dal 19 dicembre 2010 la stazione non è più telecomandata da Cuneo, ma dal Dirigente Centrale Operativo di Torino Lingotto.
Ha aumentato la sua importanza in seguito all'apertura della Ferrovia Cuneo-Limone-Ventimiglia nel 1928 e alla riapertura nel 1979.
Per quello che riguarda la categorizzazione delle stazioni, RFI la considera di categoria bronze.
Dall'inizio del 2016 l'associazione "Ferroclub Cuneese" si occupa del decoro e riordino dei locali interni non più in uso all'esercizio ferroviario, delle aree di pertinenza e del giardino esterno. È stato allestito un locale museo ferroviario che comprende un plastico ferroviario in scala HO, un passaggio a livello realmente funzionante, diversi apparati ACEI (ex stazioni di Andora, Diano Marina, Piscina e Laigueglia) per la simulazione del comando e controllo di una stazione ferroviaria come avviene nella realtà oltre una sala dedicata ai locomotori e carrozze che hanno percorso la linea Cuneo-Nizza nel tempo. Un museo non statico ma dinamico grazie alla collaborazione dell'amministrazione comunale, di Rete Ferroviaria Italiana e Trenitalia.

## Caratteristiche
La stazione è dotata di 2 binari adibiti alla circolazione dei treni, il 1° di corsa e il 2° di precedenza/incrocio.
È presente una sala d'attesa.
La stazione è usata in modo particolare da pendolari e studenti che si recano a Cuneo, oltre che nei fine settimana per fini turistici.

## Servizio merci
La stazione, oltre a svolgere un servizio passeggeri di piccole dimensioni, ha uno scalo merci incorporato. Sono presenti altri 5 binari utilizzati per la sosta e le manovre dei carri per trasporto clinker del cementificio Buzzi Unicem raccordato al fascio merci.

## Incidenti
- Nel 1985 una automotrice in prova (Aln663) si scontra con il Regionale proveniente da Ventimiglia; nell'evento persero la vita 5 persone.
- Nel 2003, un mezzo ferroviario per lavori proveniente da Limone Piemonte, non viene frenato per errore umano, cominciando una corsa senza guida fino a Robilante, ove viene deviato su un binario morto contro dei carri fermi al fine di fermarlo.
- Nel 2001 un locomotore E633 finisce sopra il tronchino del secondo binario lato Cuneo.
- Il 1º maggio 2006, un convoglio in manovra con 16 carri sfonda un tronchino e finisce sulla strada.
- Nel 2007, un treno in manovra sfonda un tronchino, senza ulteriori conseguenze.
- Nel 2008 un locomotore E655 deraglia su uno scambio a causa del ghiaccio, senza conseguenze.
- Nel 2009. un carro di un convoglio merci deraglia all'uscita della stazione, e viene trascinato fino a Borgo San Dalmazzo distruggendo 5 km di binario e parte della linea aerea.
- Nel 2010, deraglia un carro all'interno della stazione.

## Servizi
- Area camper attrezzata.
- Sala d'attesa (ore 6-20).
- Servizio taxi.